# Josef Bothe
Josef Bothe (* 3. April 1925 in Hiltrop) ist ein ehemaliger deutscher Fußballspieler. Er hat von 1952 bis 1960 in der damals erstklassigen Oberliga West für die Vereine SV Sodingen und Westfalia Herne 135 Ligaspiele absolviert und dabei 19 Tore erzielt. In der Saison 1958/59 gewann er mit der Mannschaft vom Stadion am Schloss Strünkede die Westdeutsche Meisterschaft.

## Laufbahn
Die sportliche Heimat des Angriffsspielers war der örtliche BV Hiltrop. Dort machte sich der technisch versierte und ungemein laufstarke Stürmer an der Seite seines älteren Bruders Johann als Torschützenkönig einen Namen. Nach ihrem Wechsel zum Herner Stadtteilverein SV Sodingen gelang den Grün-Weißen im Schatten des Förderturms der Schachtanlagen der Zeche Mont-Cenis in der Saison 1951/52 die Meisterschaft in der 2. Liga West, Gruppe 1 und damit der Aufstieg in die Oberliga West. Bruder Johann gehörte an der Seite der Mitspieler Johann Adamik, Leo Konopczynski, Siegfried Geesmann, Gerhard Harpers, Alfons Nowak und Torhüter Alfred Schmidt in den zwei Oberligajahren 1952 bis 1954 der Stammelf der „Kumpel“-Mannschaft an, der vier Jahre jüngere Josef kam dagegen nur zu insgesamt 14 Einsätzen mit vier Toren.
Der bei der Bergbau AG Lothringen beschäftigte „Kumpel“ schloss sich deshalb zur Runde 1954/55 dem Aufsteiger in die Oberliga West, dem SC Westfalia Hernem an. Er avancierte mit 29 Einsätzen und zwei Toren sofort bei den Blau-Weißen zum Stammspieler. Gemeinsam mit den Mitspielern Günter Grandt, Werner Hesse, Alfred Ilmer, Alfred Pyka, Kurt Sopart und Ehrenfried Wydra gelang der Klassenerhalt in letzter Minute. Sodingen, sein vormaliger Verein, holte sich überraschend die Vizemeisterschaft und zog in die Endrunde um die Deutsche Meisterschaft ein. In seiner zweiten Herner Runde, 1955/56, kamen mit Trainer Fritz Langner und Torhüter Hans Tilkowski zwei Akteure nach Herne, die die nächsten Jahre der Westfalia entscheidend prägen sollten, und auch dem Außenläufer Helmut Benthaus gelang in dieser Saison der Durchbruch. Bothe kam wiederum auf 29 Einsätze und erzielte dabei fünf Tore und die Blau-Weißen spielten erneut permanent um den Klassenerhalt. Die zwei folgenden Jahre gehörte seine Herner Elf zwar immer noch dem unteren Tabellendrittel an, aber es bestand doch punktemäßig ein Abstand zu den Abstiegsrängen.
Als der Langner-Elf überraschend in der fünften Oberligasaison, 1958/59, mit sechs Punkten Vorsprung vor dem 1. FC Köln und mit nur 23 Gegentoren in 30 Punktspielen der Meisterschaftsgewinn glückte, war der 33-jährige Routinier in nur noch sieben Ligaspielen mit vier Toren daran beteiligt. In der Endrunde um die Deutsche Meisterschaft bestritt er die drei Spiele gegen den Hamburger SV, Kickers Offenbach und Tasmania Berlin. Bei der 2:4-Auswärtsniederlage am 23. Mai 1959 beim Hamburger SV vor 70.000 Zuschauern gelang ihm in der 61. Minute der zwischenzeitliche 2:2-Zwischenstand. In seiner letzten Oberligasaison 1959/60 folgten nochmals sieben Ligaspiele und ein Tor. Herne wurde Vizemeister und Josef Bothe verabschiedete sich mit dem Spiel am 7. Februar 1960 bei Borussia Dortmund nach insgesamt 135 Ligaeinsätzen aus der Oberliga. Er kehrte wieder zu seinem Heimatverein BV Hiltrop zurück und spielte dort noch mit seinem jüngeren Bruder Gerd in der Bezirksklasse.